# Frente de Lucha Popular Palestina
El Frente de Lucha Popular Palestina (en árabe: yabjat al-shabilla al-nidal al-filastinia) es una organización ex-terrorista palestina dirigida por Samir Ghawshah. Pese a disponer de un asiento en el Consejo Ejecutivo de la Organización para la Liberación de Palestina, se trata de un grupo con escasa influencia en la escena política palestina. De carácter secular y socialista, está fuertemente vinculado a Fatah.

## Historia
Esta organización fue fundada en 1967 en Cisjordania a partir de una escisión del Frente Popular para la Liberación de Palestina. Próxima desde sus inicios a Fatah, se incorporó a la misma en 1971 para abandonarla dos años más tarde. En 1974 abandonó también la OLP para ser uno de los grupos fundadores del Frente del Rechazo palestino creado como reacción a la política moderada de Yasir Arafat. Por aquellas fechas, el FLPP empleaba los mismos métodos terroristas que otros grupos palestinos y participó en el atentado contra civiles israelíes en el aeropuerto de Atenas en 1969.
Vinculada a Egipto desde su ruptura con la OLP, desde 1982 recibió el apoyo de Siria y Libia junto con otros grupos palestinos enfrentados a Arafat. Miembros del FLPP fueron sospechosos del atentado terrorista contra el vuelo 103 de Pan Am en 1988, aunque su líder lo negó.
En 1991, tras aceptar la Resolución 242 de la ONU y las negociaciones con Israel, el FLPP fue readmitido en la OLP aunque a costa de una escisión. Una facción minoritaria encabezada por Khalid Abdelmajid se instaló en Damasco bajo la protección del régimen sirio.
El FLPP participó en las elecciones legislativas palestinas de 1996 con doce candidatos que obtuvieron el 0,76% de los votos. En las elecciones de 2006 formó parte de la coalición Libertad y Justicia Social, sin lograr tampoco ningún representante al conseguir el 0,72% de los sufragios.

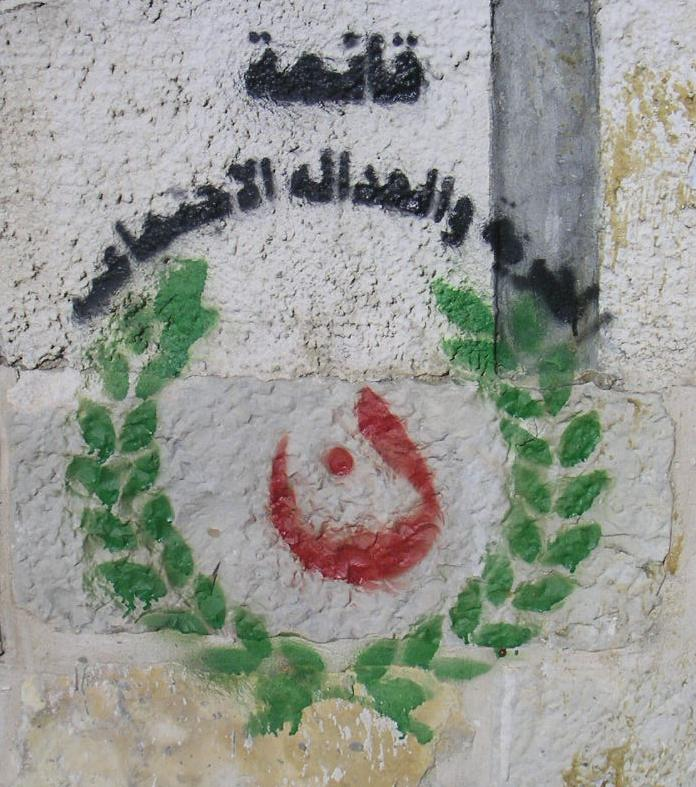
Campaña electoral de la candidatura del FLPP en Ramallah

## Organizaciones afiliadas
El FLPP cuenta con algunas organizaciones sectoriles también minoritarias: de trabajadores, de jóvenes, de estudiantes, de mujeres y de profesores.
Publica Sawt an-Nidhal (La Voz de la Lucha).